# Brodac Donji
Brodac Donji (en serbe cyrillique : Бродац Доњи) est un village de Bosnie-Herzégovine. Il est situé sur le territoire de la ville de Bijeljina et dans la république serbe de Bosnie. Selon les premiers résultats du recensement bosnien de 2013, il compte 729 habitants.

## Géographie
Le village est situé à la frontière entre la Bosnie-Herzégovine et la Serbie, au bord de la Save, un affluent du Danube.

## Histoire
L'église Saint-Michel de Brodac, une église orthodoxe serbe, est inscrite sur la liste provisoire des monuments nationaux de Bosnie-Herzégovine.

## Démographie

### Évolution historique de la population dans la localité
| 1948  | 1953  | 1961 | 1971 | 1981 | 1991 | 2013 |
| ----- | ----- | ---- | ---- | ---- | ---- | ---- |
| 1 065 | 1 021 | 966  | 937  | 799  | 735  | 729  |

|  |

## Communauté locale
En 1991, Brodac Donji faisait partie de la communauté locale de Brodac qui comptait 1 601 habitants, répartis de la manière suivante :